# Лысенко, Мара
Мара Лысенко (латыш. Māra Lisenko, родилась 13 июня 1986 года в г. Юрмала, Латвийская ССР, СССР) — латышская певица и автор-исполнитель. Известна как основатель группы Karmafree и с 2018 года — лидер группы MĀRA в жанре дэт-метал. В основном Мара практикует технику гроулинга, но также владеет и чистым вокалом.

## Биография
Мара родилась 13 июня 1986 года в городе Юрмала, Латвия, в семье музыкантов, поэтому увлеклась музыкой с раннего возраста. Начала гроулить в 13 лет, и уже год спустя присоединилась к своей первой группе.
В 2007, Мара обучалась в престижной школе Vocaltech — Thames Valley University. Ей посчастливилось взять уроки у знаменитых преподавателей гроула, таких как Melissa Cross, Mark Baxter и даже Enrico H. Di Lorenzo. Также, она заручилась поддержкой таких знаменитых певцов как Derrick Green (Sepultura) или даже Rafał Piotrowski (Decapitated).
С 2011 года Мара сама стала преподавать вокал. Она дает уроки по Скайпу для самых разных уровней.
В 2010 году, в Лондоне, Англия, Мара основала со своим супругом свою первую группу Karmafree. Это был дуэт Дмитрия Лысенко (бас-гитара) и Мары (вокал) в стиле альтернативного метала. В 2012 году они выпустили свой первый EP.
Мара Лысенко присоединилась в группе Ocularis Infernum в 2015 году. Группа выпустила свой альбом в жанре мелодик дэт-метал в 2017 году, но с 2018 года прекратила активность в социальных сетях.
В 2018 году Мара основала свою группу под названием MĀRA. Жанр группы включает в себя дэт, трэш y грув-метал. Всего в группе 4 участника. Группа выпустила как можно скорее свой первый EP, Therapy For An Empath, 22 ноября 2018 года. Альбом был отлично принят критиками и выиграл премию лучшего альбома года 2018 в Latvian Metal Music Awards. Сама Мара также была премирована как лучшая певица (в том же году). Группа уже успела выступить с концертами в таких странах как Франция, Германия, Англия и других. Наконец, группа выпустила своей второй EP, Self Destruct. Survive. Thrive! два года спустя, вместе с вокалистом из Soilwork Bjorn Strid и Jeff Hughell из Six Feet Under. Дата выхода нового EP — 13 мая 2020.
2 апреля 2020 Мара зарегистрировала учётную запись на сайте Patreon, чтобы делиться эксклюзивными материалами со своими фанатами. Также у неё есть собственный канал на YouTube, где певица регулярно делится новыми каверами.

## Личная жизнь
Мара замужем за Дмитрием Лысенко (с 2013 года). На данный момент она проживает в Испании, после переезда из Германии.
Под влиянием Max Cavalera, Sevendust а также Korn Мара полюбила дреды.
Мара Лысенко — веган, но не слишком заостряет на этом внимание.

## Состав группы MĀRA
- Мара Лысенко — вокал
- Денис Мельник — гитара
- Дмитрий Лысенко — бас
- Альбертс Меднис — ударные

## Дискография

### С Karmafree
- Illusions (EP) — 2012

### С Ocularis Infernum
- Expired Utopia — 2017

### С MĀRA
- Therapy For An Empath (EP) — 2018
- Self Destruct. Survive. Thrive! (EP) — 2020